# Deus vult
Deus vult (латинска реч за "Бог жели") је хришћански мото који се користио кроз историју западног хришћанства. Израз може бити различит као "Dieu le veut" (француски), "Deus lo vult", итд.
Израз потиче из Библије као изјава апостола Павла: "Deus vult omnes homines salvos fieri,"—"Бог жели да се сви људи спасу." Deus vult се појављивао на црквеним печатима многих епископа западног хришћанства. Такође се појављивало укованом у злату на папином палијуму. Deus vult су користили крсташи као ратни поклич на изјави Првог крсташког рата од стране Папе Урбана II на сабору у Клермону 1095. године када је Византија затражила помоћ у одбрани против селџуске инвазије Анатолије.
Deus lo vult је мото реда Светог гроба у Јерусалиму, католичког витешког одреда.